# Constituția Maltei
Constituția actuală a Maltei a fost adoptată la 21 septembrie 1964, odată cu declararea independenței față de Regatul Unit și proclamarea Maltei ca „democrație parlamentară liberală”. Această constituție este supranumită „Constituția independenței".
In anul 1974 la data de 13 decembrie Malta a devenit republică în interiorul organizației internaționale Commonwealth. Astfel, „Constituția Independenței” a fost revizuită. 
Malta a devenit membră a Uniunii Europene la data de 1 mai 2004 
Limbile oficiale ale Maltei sunt engleza și malteza. Prima versiune în limba engleză a constituției a fost publicată in 1992 .

## Istoric
Teoretic, prima constituție a Maltei datează din 1921. Ca o recompensă pentru ajutorul primit în timpul primului război mondial, Regatul Unit a îngăduit Maltei să adopte o constituție prin intermediul căreia organismul legislativ să poată fi ales de către locuitorii acesteia. 
Constituția a fost revocată însă, în 1936 din cauza intrigilor provocate de către italieni. La 1 noiembrie 1961 Malta a adoptat o nouă constituție prin intermediul căreia reglementa administrarea și guvernarea proprie. Acesta a fost primul pas spre independența față de Commonwealth.
Trei ani mai târziu, pe 21 septembrie 1964, Malta a adoptat „Constituția Independenței”.
Din 1964 și până în prezent, constituția a fost amendată de 24 de ori.

## Sumar și structură
Constituția Maltei are o structură unitară care conține 11 capitole și 124 de articole. Capitolul 6, în care se vorbește despre Parlament și organizarea acestuia, conține 3 părți. 
Capitolul I este alcătuit din 6 articole. Se menționează supremația legală a constituției asupra oricărei legi și sunt detaliate informații privitoare la: teritoriile republicii; apartenența religioasă (Malta a instituționalizat ca religie de stat cultul Bisericii Romano-Catolice Apostolice) ; imnul, drapelul și limbile oficiale. Limba națională a republicii este malteza, iar ca limbă oficială este acceptată și engleza.
Capitolul II se constituie din Declarația de Principii și conține 21 de articole care reglementează: dreptul de a munci, promovarea culturii, păstrarea patrimoniului cultural, învățământul gratuit și obligatoriu, protecția muncii, egalitatea drepturilor pentru femei și bărbați, asistență socială și încurajarea afacerilor private. 
Capitolul III se referă la statutul de cetățean al maltezilor și conține 8 articole. În acest capitol accentul este pus pe diferențele dintre statutul de cetățean maltez și cetățean al Commonwealth.
Capitolul IV conține 40articole în care sunt reglementate drepturile și libertățile individuale.
Capitolul V este dedicat în totalitate descrierii prerogativelor Președintelui ; conține 3 articole. Președintele este ales de către Casa Reprezentanților o dată la 5 ani.
Capitolul VI este structurat în 3 parți și prezintă Parlamentul. În prima parte este descrisă structura și componența Parlamentului; în cea de a doua, drepturile și procedurile folosite, iar în cea de a treia parte sunt descrise prerogativele, convocarea și disoluția acestuia. Împreună, cele 3 părți conțin 26 de articole. 
Parlamentul maltez  este unicameral, organismul instituțional fiind Casa Reprezentaților (Il-Kamra tar-Rappreżentanti). Are în componența sa 65 de membri, între care: președintele, purtătorul de cuvânt, miniștri, secretari, parlamentari și membrii aleși. Alegerile, au loc odată la 5 ani prin sistemul de vot transferabil (single transferable vote).
Principalele partide politice ale republicii Malta sunt Partididul Naționalist  (de factura creștin-democrat) și Partidul Muncitoresc Maltez  (Malta Labour Party) (de factură social-democrat). În prezent (2008), Partidul Naționalist deține puterea. 
Capitolul VII se referă la puterea executivă. Aceasta este împărțită între președinte, primul ministru și membrii cabinetului. Președintele numește în funcția de Prim Ministru pe liderul partidului care a câștigat în urma alegerilor cele mai multe locuri în Parlament. Tot președintele, numește nominal, miniștrii, ținând cont de recomandările Primului Ministru. Capitolul VII este structurat pe 11 articole.
Capitolul VIII conține reglementări privind puterea judecătorească. Președintele numește Ministrul Justiției si alți 16 judecători. Puterea judecătoreasca este împărțită între următoarele instituții judiciare Curtea Constitutională, Curtea Criminală, Curtea Civilă și Curtea Comercială. Acest capitol cuprinde 7 articole.
Capitolul IX prezintă organismele și reglementările în domeniul financiar și cuprinde 7 articole.
Capitolul X se referă la Serviciile Publice. Malta a instaurat o Comisie a Serviciilor Publice care este compusă din 3 până la 5 membri. Președintele comisiei este ales de către președinte. Capitolul conține 6 articole.
Capitolul XI, ultimul, cuprinde informații cu privire la importanța legislativă a articolelor constituției, interpretări ale unor formulări lingvistice. Capitolul este numit „Diverse” (Miscelleneous) și conține 8 articole.